# Ruapehu
Ruapehu är en aktiv stratovulkan i Nya Zeeland, belägen i den södra delen av Taupos vulkaniska zon. Den ligger 23 kilometer nordöst om staden Ohakune och 40 kilometer sydväst om Lake Taupos södra strand.
Ruapehu är den högsta punkten på Nordön i Nya Zeeland. Ruapehu har tre större toppar: Tahurangi (2 797 m), Te Heuheu (2 755 m) och Paretetaitonga (2 751 m). Ruapehu är regelbundet aktiv och är en av de största aktiva vulkanerna i Nya Zeeland. Den är en del av Tongariro nationalpark.
Vulkanen är belägen i Ruapehu District vars namn härstammar från vulkanen.
Namnet Ruapehu är Maori för oljudsgrop eller exploderade grop.

## Vulkanisk aktivitet
Vulkanen har fått utbrott 1861, 1895, 1903, 1945, 1969, 1971, 1975, 1988, 1995, 1996, 1997 och 2007.